# Verbascum stenostachyum
Verbascum stenostachyum är en flenörtsväxtart som beskrevs av Hub.-mor.. Verbascum stenostachyum ingår i släktet kungsljus, och familjen flenörtsväxter. Inga underarter finns listade i Catalogue of Life.